# Luna 5
Luna 5 (ryska: Луна-5) var en sovjetisk rymdsond i Lunaprogrammet. Rymdsonden sköt upp den 9 maj 1965 med en Molnija-M 8K78M-raket från Kosmodromen i Bajkonur. 
Planen var att farkosten skulle göra en kontrollerad landning på månen.
Kurskorrigeringen som skulle genomföras under resan mot månen misslyckades och rymdsonden kraschade på månen den 12 maj 1965.

### Fotnoter
1. ↑  ”NASA Space Science Data Coordinated Archive” (på engelska). NASA. https://nssdc.gsfc.nasa.gov/nmc/spacecraft/display.action?id=1965-036A. Läst 25 mars 2020.